# Центральный банк Туниса
Центральный банк Туниса (араб. البنك المركزي التونسي‎, фр. Banque Centrale de Tunisie) — центральный банк Тунисской Республики.

## История
В колониальный период Тунис входил в зону деятельности французского Банка Алжира, переименованного 12 января 1949 года в Банк Алжира и Туниса.
19 сентября 1958 года принят закон о создании Центрального банка Туниса. Банк начал операции 3 ноября 1958 года.